# Parafia św. Idziego w Choceniu
Parafia Świętego Idziego w Choceniu – rzymskokatolicka parafia położona we wsi Choceń. Administracyjnie należy do diecezji włocławskiej (dekanat chodecki). 
W skład granic administracyjnych parafii wchodzą miejscowości: Bodzanowo, Bodzanówek, Borzymie, Borzymowice, Choceń, Czuple, Janowo, Jarantowice, Krukowo, Łąki Markowe, Ługowiska, Niemojewo, Sieroszewo, Siewiersk, Szczytno, Wilkowiczki, Zakrzewek, Zapust, Ząbin.  

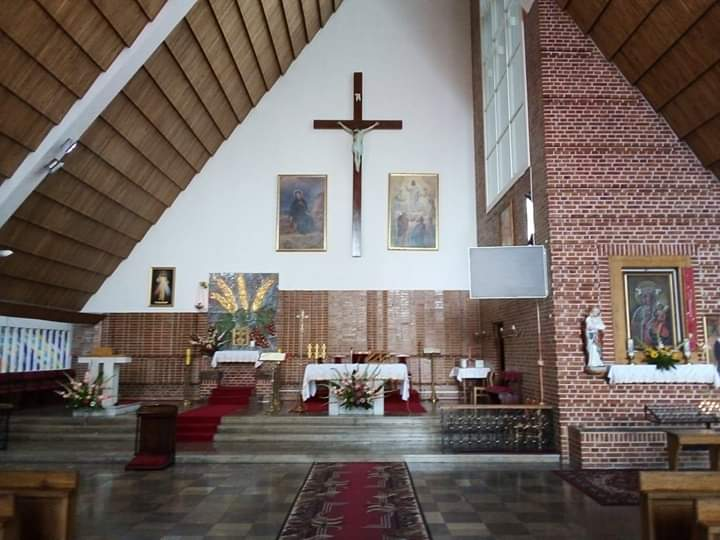
Wnętrze kościoła św. Idziego w Choceniu

Odpust parafialny odbywa się we wspomnienie św. Idziego – niedziela po 1 września. 
Tradycyjna uroczystość parafialna związana z kultem obrazu Przemienienia Pańskiego – niedziela po 6 sierpnia. 

## Historia parafii
Zapewne najstarsza wzmianka o tej miejscowości, wymienionej wśród dóbr klasztoru w Lądzie, znajduje się w dokumencie z 1145 roku. Jest także wymieniona w klasztornych z 1251 i 1261 roku. Występuje w dokumentach z 1268 roku, w którym Wolimir, bp. Włocławski, nadaje z niej dziesięcinę klasztorowi lądzkiemu; z 1283 rok, kiedy Jakub, arcybiskup gnieźnieński, zamienia swe dziesięciny  za dochody z Chocenia z tymże klasztorem. Z 1293 r. zgodnie z treścią którego Władysław, książę sieradzki i kujawski, zamienia z tym klasztorem Niewodniki i Cieślin za Kłobię i Choceń. Wizytacja przeprowadzona przez ks. Piotra Gojskiego w imieniu bp. Stanisława Karnkowskiego we wrześniu 1577r. Informuje, że właścicielem Chocenia jest Mikołaj Działyński, kościół jest konsekrowany, a parafia liczy 17 wiosek. Jest jednak bez proboszcza, a duszpasterstwo prowadzą dwaj wikariusze. Te same informacje podaje  z wizytacji przeprowadzonej w kwietniu 1578 roku przez ks. Mateusza Karskiego, dziekana kruszwickiego i kanonika włocławskiego, z nakazu wyżej wymienionego biskupa. Bardzo ciekawe dla nas wiadomości podaje wizytacja przeprowadzona przez ks. Macieja Dąmbrowskiego z polecenia bp. Hieronima Rozdrażewskiego w 1598 r. Dowiadujemy się z tego dokumentu, że kościół parafialny pod wezwaniem św. Idziego został zbudowany „przed 250 laty” (czyli ok. 1348 r.) i wtedy też została erygowana parafia w Choceniu: prawo patronatu należało do dziedziców tej wsi; kościół został jednak zaniedbany, ponieważ około 20 lat znajdował się w rękach dziedziców heretyckich; obecnie (tzn w 1598 r.), dzięki staraniom właścicieli katolickich i parafian, został wyremontowany i udostępniony dla potrzeb katolickiego kultu religijnego. Jest to zapewne najstarsza wzmianka o wezwaniu tego kościoła.
Erygowanie tutejszej parafii, a więc i istnienie kościoła. Roczniki diecezji włocławskiej 1972 umieszczone przed 1326 r., natomiast wyżej wymieniony protokół wizytacyjny z 1598 r. zarówno budowę kościoła, jak i erygowanie parafii -  około 1348 r. Nie jest to duża różnica lat, tym bardziej, że ta druga opinia podaje datę przybliżoną. A zatem już w poł. I poł. XIV w., zapewne przed 1326 r. istniał tu kościół parafialny pod wezwaniem św. Idziego.
Drewniany kościół nosił wezwanie św. Idziego i św. Marcina. Znajdował się on wśród moczarów nad jeziorem Bożymowieckim.
Na początku XVII w. przez ludzkie niedbalstwo zniszczył się dach, zbutwiała podłoga i kościół ten znalazł się w opłakanym stanie, że groził ruiną i nie można było w nim odprawiać nabożeństw. Dopiero niejaki Ząbiński, wstępując do klasztoru franciszkanów reformatów, złożył w 1628 roku na jego remont 200 zł. polskich. Wtedy to ks. Jan Gołębiowski, proboszcz parafii Środa i administrator w Choceniu, wykorzystując ten fundusz, rozebrał grożący upadkiem kościół i częściowo z usuniętego w ten sposób drewna, częściowo z drewna ofiarowanego przez Arnolfa Kryskiego, zbudował w 1630 r. nowy, zapewne drugi z kolei w tej miejscowości, kościół parafialny. W 1700 roku również i ten kościół był tak zniszczony, że ówczesny dziedzic Chocenia, Ludwik Kretkowski, dokonał jego gruntownej restauracji. Kościół ten istniał jeszcze w 1880 r.
W latach 1899–1910 został tu zbudowany zapewne trzeci z kolei, murowany kościół pod wezwaniem św. Idziego. Został jednak rozebrany przez Niemców w 1941 r., a z uzyskanych w ten sposób materiałów budowlanych powstał zrąb domu parafialnego. Wreszcie w latach 1945-1946 został wybudowany kościół „barak”. Dopiero w 1975 roku ksiądz Kazimierz Szafrański rozpoczął budowę nowej świątyni według projektu Władysława Pieńkowskiego. Biskup włocławski Jan Zaręba poświęcił 23 listopada 1975 roku kamień węgielny, a już 7 września 1980 roku konsekrował kościół jednonawowy z boczną kaplicą. Na głównej ścianie wewnątrz kościoła krzyż, obok obraz Przemienienia Pańskiego, a z drugiej strony obraz św. Idziego. W bocznym ołtarzu – obraz Matki Bożej Częstochowskiej. W wyposażeniu – trzy żyrandole, stacje drogi krzyżowej, dębowe ławki, przy tabernakulum płaskorzeźba ceramiczna. Przed głównym wejściem i wokół kościoła zostały wykonane granitowe schody i plac z kostki brukowej. W listopadzie 2013 roku zostały zainstalowane 22 głosowe organy piszczałkowe sprowadzone z Niemiec.

## Duszpasterze
- proboszcz: ks. dr Mieczysław Łaszczyk (od 2008) – dziekan dekanatu chodeckiego
- wikariusz: ks. mgr Dawid Staszak (od 2025)

## Kościoły
- kościół parafialny: Kościół św. Idziego w Choceniu
- kaplica filialna: Kaplica św. ojca Pio w Szczytnie